# Jan-Carl Raspe
Jan-Carl Raspe (Seefeld in Tirol, 24 de julho de 1944 — Stuttgart, 18 de outubro de 1977) foi um ex-integrante do grupo extremista alemão Fração do Exército Vermelho (Rote Armee Fraktion - RAF), também conhecido como Grupo Baader-Meinhof.

## Biografia
Nascido na região do Tirol, na Áustria, na adolescência vivia em Berlim Oriental, mas quando da construção do Muro de Berlim, em 1961, encontrava-se na casa de parentes em Berlim Ocidental e por lá ficou, com uma tia e uma prima. Fundou uma comuna em 1967 e em 1970 juntou-se a Andreas Baader e Gudrun Ensslin durante a formação da RAF. Participando de atentados, roubos e assassinados cometidos pelo Baader-Meinhof entre 1970 e 1972, Raspe foi preso junto com Baader em 1 de junho de 1972 em Frankfurt e encarcerado na prisão de segurança máxima de Stammheim, em Stuttgart. 
Depois de quase cinco anos preso, em cela de isolamento,  Raspe foi condenado à prisão perpétua em 28 de abril de 1977, junto com os demais líderes da organização, acusado de quatro mortes e 30 tentativas de homicídio,
depois de um julgamento que durou mais de um ano. Na manhã de 18 de outubro do mesmo ano, ao fim de um período conhecido na Alemanha como Outono Alemão, caracterizado por uma série de assassinatos e sequestros cometidos pelo restante do grupo na tentativa de conseguir a liberdade de seus líderes, Raspe foi encontrado agonizante em sua cela - e Baader e Ensslin mortos nas deles - com um tiro de pistola, morrendo logo depois.
A versão oficial das autoridades é de que houve um pacto de suicídio coletivo entre os presos durante a chamada 'Noite da Morte', após o sequestro de um avião da Lufthansa, com 90 passageiros a bordo, realizado na tentativa de trocá-los pelos reféns, ter falhado. O escândalo da morte dos três terroristas mais importantes da Alemanha no mesmo dia, causou grandes críticas ao governador-geral da Baviera, Hans Fibinger, um ex-nazista, responsável pela custódia dos presos perante o Estado, de quem se acusou de ter participação nas mortes, e lançou grande controvérsia sobre um possível assassinato cometido pelos guardas da prisão contra eles e mais a militante  Irmgard Möller, também presa em  Stammheim e que levou quatro facadas no peito e no pescoço mas sobreviveu (também oficialmente um tentativa de suicídio mal sucedida).
Raspe morreu no dia seguinte em um hospital, sem vestígio de pólvora nas mãos - seu suposto suicídio foi com um tiro - e foi enterrado junto com Andreas Baader e Gudrun Ensslin no cemitério de Stuttgart.